# Бонавиа, Карло
Карло Бонавия (ок. 1730 — 1789) — итальянский живописец-пейзажист и рисовальщик эпохи рококо.

## Биография

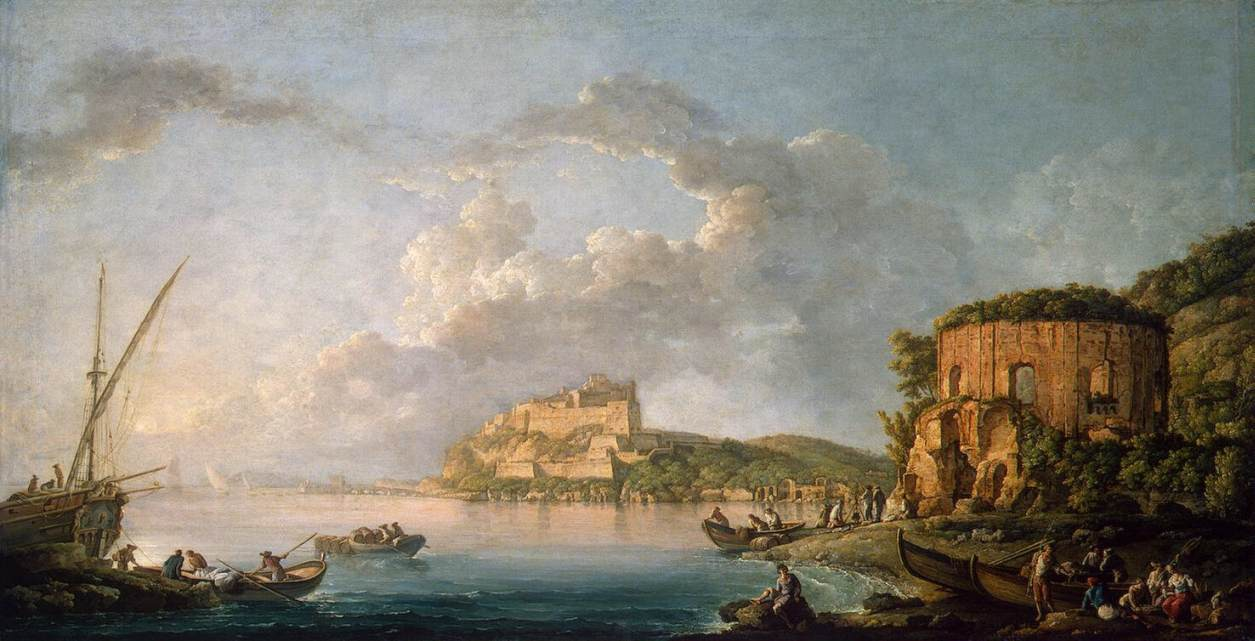
К. Бонавия. Байский залив. 1758 г. Государственный Эрмитаж, Санкт-Петербург

Родился и работал в Неаполитанском королевстве, которое в XVIII веке стало местом паломничества иноземных путешественников и живописцев. Итальянские мастера стремились удовлетворить желания паломников, что немало способствовало развитию пейзажной живописи. Виды Неаполя писали многие художники: Пьер Жан Волер, Ричард Уилсон, Филипп Гаккерт и другие.
Обучался неаполитанской пейзажной традиции у Сальватор Роза (1615—1673) и Леонардо Коккоранте (1680—1750), большое влияние на его творчество оказали работы Клода Жозефа Верна. Работал в Неаполе с 1751 по 1788 год.
Ведутист.
Бонавиа известен прежден всего, своими идиллическими пейзажными картинами, гравюрами и рисунками.
Художника интересовали тонкие колористические нюансы и световоздушная среда. Его работы отличаются ясным колоритом с прозрачными нюансировками.
Добился успешной карьеры. Его картины пользовались большой популярностью у путешественников, осуществлявших Гран-тур.
Ныне полотна К. Бонавиа хранятся во многих музеях мира, в том числе, Эрмитаже, Метрополитен-музее, Музее изобразительных искусств Сан-Франциско, Художественном музее Гонолулу, Академии Святого Луки в Риме, неапольском Музее Каподимонте, Далиджской картинной галерее в Англии и др.

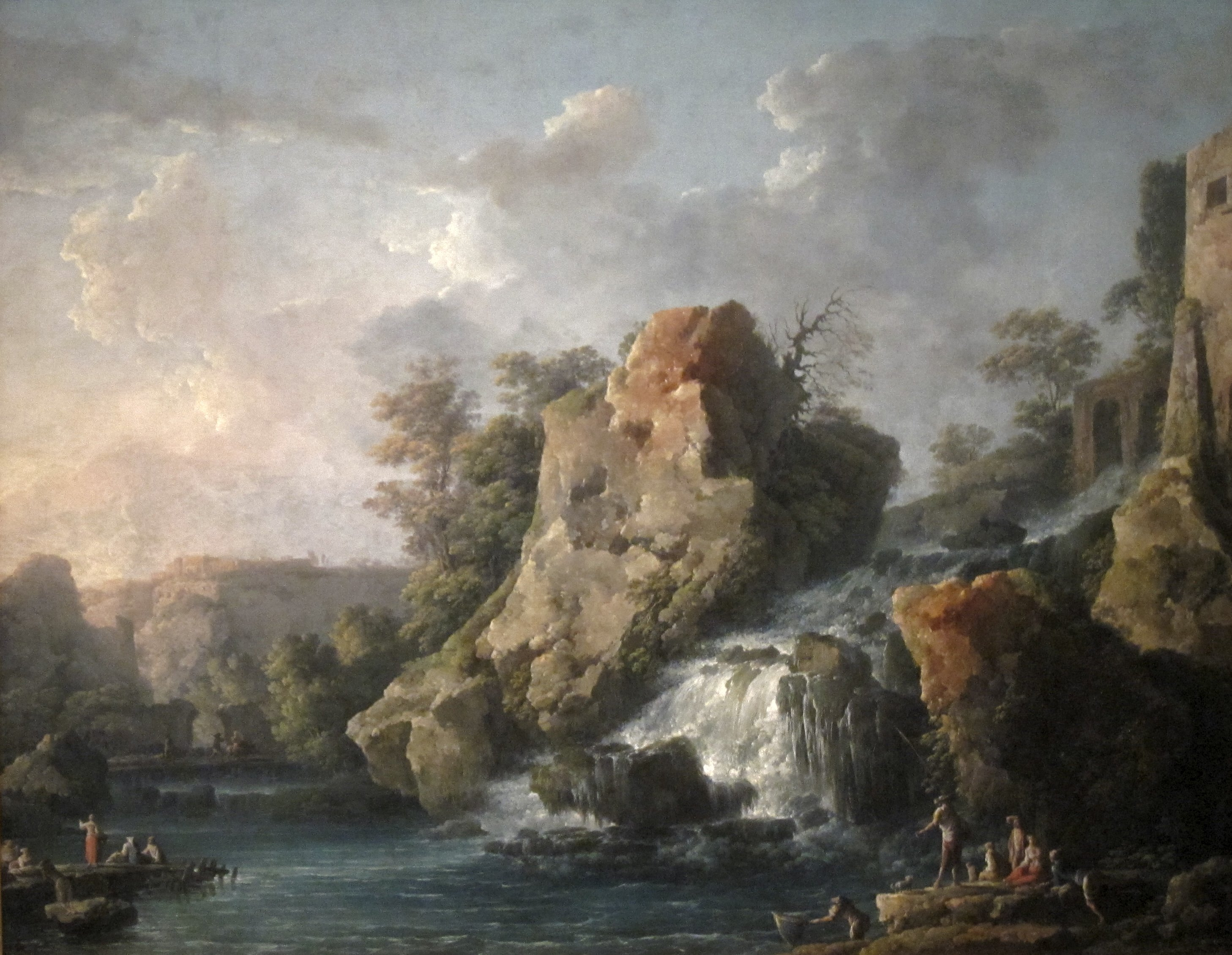
Теверонский каскад, 1787
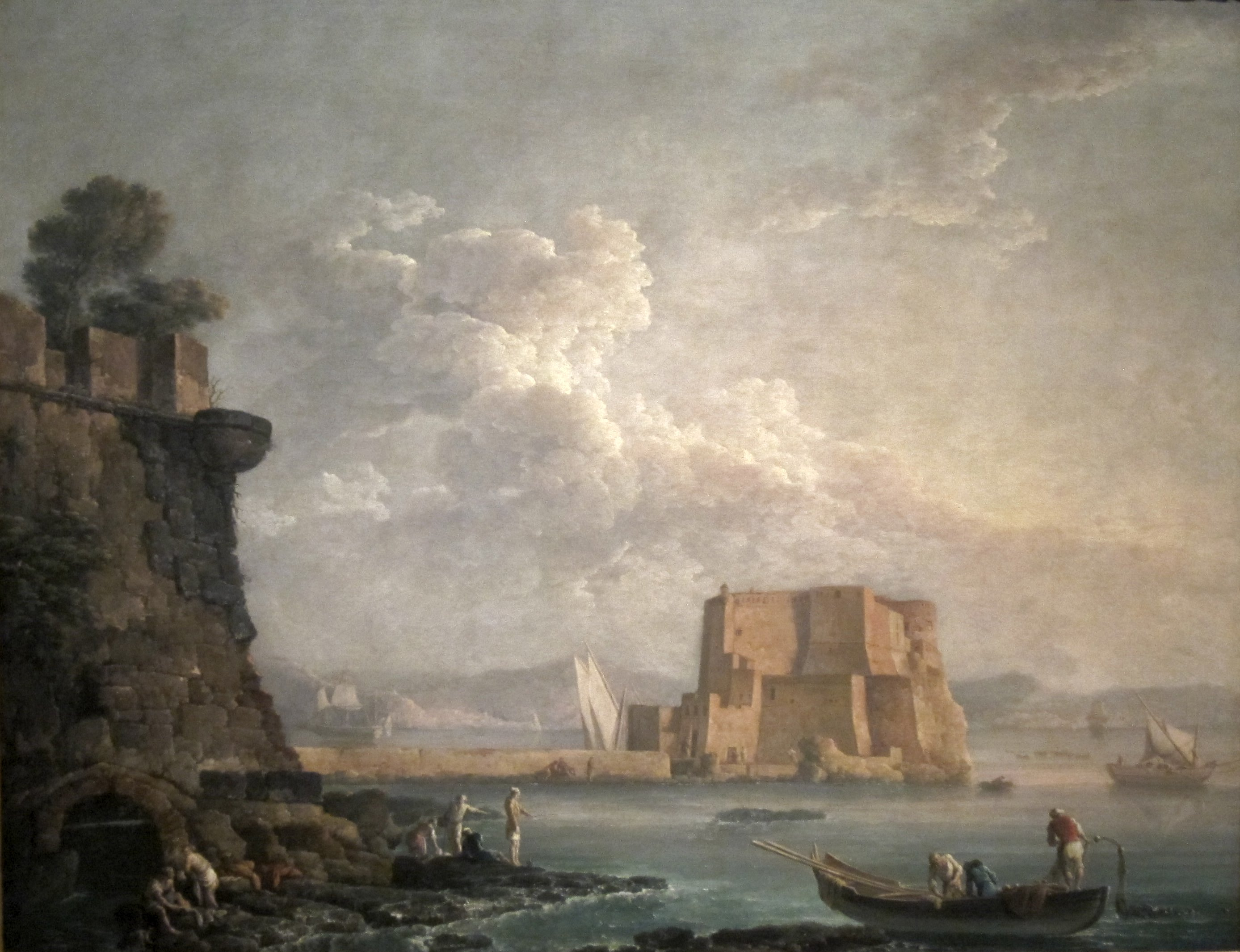
Кастель дель Ово, Неаполь , 1788, Художественный музей Гонолулу
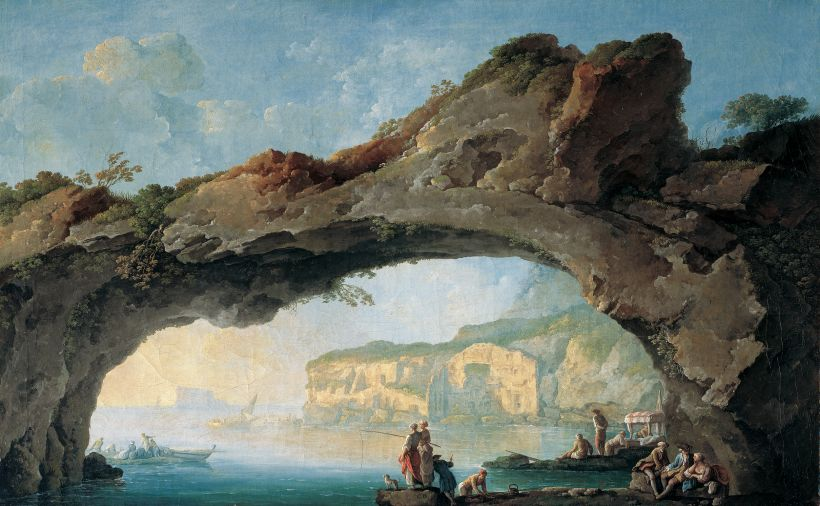
Морской пейзаж